# نذير رشيد
نذير أحمد رشيد (أبو جعفر؛ 1929 - 20 مايو 2024)، سياسي وعسكري أردني، شغل عدّة مناصب أبرزها كان مديرًا للمخابرات الأردنية عام 1970، وعضوًا في مجلس الأعيان الأردني عام 1988، ووزيرًا للداخلية عام 1997. حصل على وسام الاستقلال من الدرجة الأولى. توفي في مدينة السلط بتاريخ 20 مايو 2024 .

## حياته
ولد نذير رشيد في مدينة السلط الأردنية في 19 يوليو عام 1929 لعائلة من اصول سورية، أنهى دراسته الثانوية عام 1947 والتحق بالكلية العسكرية في بغداد، وتخرج منها في شهر يوليو عام 1950، حيث التحق بعد ذلك بالجيش العربي الأردني في أكتوبر من نفس العام. وعايش اغتيال الملك عبد الله الأول بن الحسين في المسجد الأقصى في يوليو عام 1951 ثم عايش بعدها الفترة القصيرة لحكم الملك طلال بن عبد الله ثم ولاية الملك حسين بن طلال منذ بدايتها في الثاني من مايو عام 1953 وحتى وفاة الملك في السابع من فبراير عام 1999.
كان من مؤسسي تنظيم الضباط الأحرار في الأردن عام 1951، واتُهم بالضلوع في المحاولة الانقلابية التي وقعت ضد الملك حسين في أبريل عام 1957، وصار مطلوبًا حيًا أو ميتًا، فهرب إلى سوريا، وبقي متنقلاً بينها وبين لبنان حتى صدر العفو الملكي العام عن جميع المعارضين المقيمين خارج الأردن في شهر مارس عام 1965، عاد بعد ذلك مباشرة إلى الأردن وأعيد إلى الخدمة العسكرية مرة أخرى ضابطًا في جهاز المخابرات الأردنية، وعُيّن مسؤولاً عن فرع إسرائيل في الدائرة، ورفع إلى رتبة مقدم بعد مضي ستة شهور.
عايش أحداث معركة الكرامة وكافة مراحل الصراع بين الفلسطينيين والدولة الأردنية وحتى اندلاع المواجهات الدامية بين الطرفين في شهر سبتمبر عام 1970، حيث أصبح نذير رشيد أحد المقربين من الملك حسين وعينه رئيسًا لجهاز المخابرات العامة. وفي شهر مارس عام 1973 ترك رئاسة المخابرات العامة وانتقل سفيرا للأردن في المغرب وحتى مايو أيار عام 1974 حيث تفرغ للعمل الخاص حتى عين عضوا في مجلس الأعيان عام 1989. ثم أعاده الملك حسين وزيرا للداخلية في حكومة عبد السلام المجالي الثالثة التي شكلت في شهر أبريل عام 1997 وأجريت في عهده الانتخابات التشريعية في شهر نوفمبر الثاني عام 1997.